# Armée républicaine irlandaise véritable
Pour les articles homonymes, voir Armée républicaine irlandaise et Óglaigh na hÉireann.
L'Armée républicaine irlandaise véritable (anglais : Real Irish Republican Army, RIRA, True IRA, New Irish Republican Army, NIRA, irlandais : Real Oglaigh Na Heireann, Oglaigh Na Heireann), ou aussi connue depuis 2012 comme la Nouvelle IRA, est une organisation paramilitaire républicaine et irlandaise dont le but est d'en finir avec le statut de l'Irlande du Nord au sein du Royaume-Uni et créer une Irlande unie. L'IRA véritable s'est formée en 1997 à partir d'une scission de l'Armée républicaine irlandaise provisoire,.
L'organisation est placée sur la liste officielle des organisations terroristes des États-Unis et du Canada et l'était jusqu'en 2009 sur celle de l'Union européenne mais n'apparaît plus en 2010.
Le groupe est à l'origine de l'attentat d'Omagh du samedi 15 août 1998, une attaque à la voiture piégée qui a causé vingt-neuf morts,.
L'IRA Véritable a revendiqué la fusillade du dimanche 8 mars 2009 ayant causé la mort de deux soldats britanniques en faction et faisant quatre blessés dont deux civils devant la caserne de l'état-major du génie à Massereene (en), dans le comté d'Antrim, à 25 km au nord-ouest de Belfast. Entre 30 et 40 coups de feu auraient été tirés par le commando alors que des personnels de la base prenaient une livraison de pizzas. 
Le républicain Gerry Kelly, membre du parti nationaliste nord-irlandais Sinn Féin, a accusé l'IRA-véritable d'être à l'origine des violences dans le nord de Belfast lors des marches orangistes du mois de juillet 2009.
Une voiture piégée explose tôt le lundi 12 avril 2010 à proximité d'un bâtiment des services secrets intérieurs britanniques (MI5, chargés du contre-espionnage et de la lutte anti-terroriste), dans la banlieue de Belfast. Un attentat perpétré le jour où l'Irlande du Nord prenait en main sa police et sa justice, dernière étape du processus de paix entre catholiques et protestants que contestent des dissidents républicains.
Elle devient en 2012 la Nouvelle IRA après sa fusion avec plusieurs groupes paramilitaires et la Republican Action Against Drugs,.
La Nouvelle IRA reprend les attentats en 2019 dans un contexte de Brexit très tendu et imprévisible, laissant planer de fortes incertitudes, entre autres, sur le sort de l'Irlande du Nord (maintien de l'Irlande du Nord  dans le Royaume-Uni sans frontière avec la république d'Irlande mais avec une frontière commerciale "back stop" entre l'Irlande et le reste des Îles Britanniques, maintien dans le Royaume-Uni mais retour d'une frontière physique entre l'Irlande du Nord et la république d'Irlande, réunification de toute l'Irlande…). La Nouvelle IRA a ainsi commis un attentat à la voiture piégée contre le tribunal de Derry/Londonderry qui n'a pas fait de victime le 19 janvier 2019. La Nouvelle IRA a également participé à une fusillade à Derry/Londonderry, visant la police nord-irlandaise dans la nuit du 18 au 19 avril 2019 ; au cours de l'affrontement, une balle tirée par un membre de la Nouvelle IRA a causé la mort de la journaliste Lyra McKee qui couvrait l'événement. La Nouvelle IRA reconnait sa responsabilité le 23 avril et présente ses excuses. 
La Gardai (la police d'Irlande) qui avait enquêté sur la mort d'un ancien responsable du Sinn Féin (agent double) avait remis en 2017 un dossier au procureur général d'Irlande, sur la possible responsabilité d'un homme du comté de Donegal, Anton Duffy, membre de l'IRA véritable. Ce dernier purge actuellement une peine de 17 ans de prison en Écosse pour avoir planifié le meurtre de Johnny "Mad Dog" Adair. Ce dernier était un ancien dirigeant de l'Ulster Defence Association (UDA, une organisation paramilitaire protestante loyaliste).